# Усач Андрій Олександрович
Андрі́й Олекса́ндрович У́сач (* 1981) — старший солдат Збройних сил України, учасник російсько-української війни.

## Життєпис
В березні 2014 року пішов добровольцем до армії, згодом підписав контракт, десантник 80-ї Львівської бригади, водій. 17 липня в Луганському аеропорту терористи обстріляли його підрозділ з «Градів», через це ще 4 доби не було змоги евакуювати поранених.
Хірург Дмитро Лось у фронтових умовах змушено ампутував ліву ногу, лікував роздроблену ліву руку та осколкові поранення обличчя. Згодом було проведено пластичні операції, протез виготовлено на Львівському протезному заводі, планували провести стоматологічне протезування.
Андрій лікується за програмою канадської пластичної хірургії.

## Сім'я
- дружина Світлана, вчителька
- виховують двох дітей: доньки Валерія (2003) та Анастасія (2006).

## Відзнаки та нагороди
- 29 вересня 2014 року — за мужність і героїзм, виявлені у захисті державного суверенітету та територіальної цілісності України, вірність військовій присязі під час російсько-української війни, відзначений — нагороджений орденом «За мужність» III ступеня.
- Указом Президента України № 336/2016 від 19 серпня 2016 року нагороджений ювілейною медаллю «25 років незалежності України».[1]
- Орден «За заслуги» III ступеня[2]